# Motey-sur-Saône
Motey-sur-Saône foi uma comuna francesa na região administrativa de Borgonha-Franco-Condado, no departamento de Alto Sona. Estendia-se por uma área de 2,99 km². Em 2010 a comuna tinha 25 habitantes (densidade: 8,4 hab./km²).
Em 1 de janeiro de 2019, passou a formar parte da nova comuna de Seveux-Motey.